# Shannon Kleibrink
Shannon Kleibrink, född den 7 oktober 1968 i Norquay, Kanada, är en kanadensisk curlingspelare.
Hon tog OS-brons i damernas curlingturnering i samband med de olympiska curlingtävlingarna 2006 i Turin.